# Negueba (calciatore 1999)
Negueba, pseudonimo di Luiz Henrique Soares Firmino (Ceará-Mirim, 3 dicembre 1999), è un calciatore brasiliano, attaccante del Mirassol.

## Carriera
Cresciuto nel settore giovanile del Globo, nel 2015 è stato ceduto in prestito al Força e Luz-RN senza però riuscire a debuttare in prima squadra. L'anno successivo è passato con la stessa formula all'Atlético Potengi dove ha giocato due incontri nella seconda divisione del Campionato Potiguar.
Rientrato al Globo nel 2017, ha debuttato in prima squadra il 13 aprile nell'incontro del Campionato Potiguar perso 3-1 contro il Baraúnas. nel 2018 è passato in prestito al Fortaleza che lo ha impiegato nella formazione Under-20 e l'anno successivo, rientrato al Globo, si è laureato capocannoniere del Campeonato Brasileiro Série C con 8 reti realizzate in 17 incontri.
Nell'ottobre del 2019 è passato in prestito al Vitória, dove ha debuttato in Série B e disputato alcuni incontri del Campionato Baiano del 2020. Successivamente è passato in prestito al Santa Cruz fino a novembre, per poi terminare la stagione al Globo in Série D. 
Nel 2021 ha vinto il Campionato Potiguar venendo eletto miglior giocatore della competizione con 12 gol in 16 partite ed il 26 giugno è stato ceduto in prestito all'ABC per il resto dell'anno.
IL 10 dicembre del 2021 è stato acquistato a titolo definitivo dal Mirassol, con cui nell'arco di tre stagioni ha ottenuto due promozioni che hanno portato i gialloverdi in Série A. Ha debuttato nel Brasileirão il 17 aprile 2025 nell'incontro vinto 4-1 contro il Grêmio.

## Statistiche

### Presenze e reti nei club
Statistiche aggiornate al 11 maggio 2025.
| Stagione        | Squadra          | Campionato      | Campionato | Campionato | Coppe nazionali | Coppe nazionali | Coppe nazionali | Coppe continentali | Coppe continentali | Coppe continentali | Altre coppe | Altre coppe | Altre coppe | Totale | Totale | Totale |
| Stagione        | Squadra          | Comp            | Pres       | Reti       | Comp            | Pres            | Reti            | Comp               | Pres               | Reti               | Comp        | Pres        | Reti        | Pres   | Reti   |        |
| --------------- | ---------------- | --------------- | ---------- | ---------- | --------------- | --------------- | --------------- | ------------------ | ------------------ | ------------------ | ----------- | ----------- | ----------- | ------ | ------ | ------ |
| 2016            | Atlético Potengi | SD/RN           | 2          | 0          | -               | -               | -               | -                  | -                  | -                  | -           | -           | -           | 2      | 0      |        |
| 2017            | Globo            | PD/RN+D         | 1+0        | 0          | CB              | 0               | 0               | -                  | -                  | -                  | -           | -           | -           | 1      | 0      |        |
| 2018            | Globo            | PD/RN+C         | 3+6        | 0          | CB              | 0               | 0               | -                  | -                  | -                  | CdN         | 1           | 0           | 10     | 0      |        |
| 2019            | Globo            | PD/RN+C         | 9+17       | 4+8        | -               | -               | -               | -                  | -                  | -                  | -           | -           | -           | 26     | 12     |        |
| 2019            | Vitória          | B               | 1          | 0          | CB              | 0               | 0               | -                  | -                  | -                  | -           | -           | -           | 1      | 0      |        |
| 2020            | Vitória          | PD/BA           | 5          | 0          | CB              | 0               | 0               | -                  | -                  | -                  | CdN         | 0           | 0           | 5      | 0      |        |
| Totale Vitória  | Totale Vitória   | Totale Vitória  | 6          | 0          |                 | 0               | 0               |                    | -                  | -                  |             | 0           | 0           | 6      | 0      |        |
| 2020            | Santa Cruz       | C               | 8          | 0          | CB              | 0               | 0               | -                  | -                  | -                  | -           | -           | -           | 8      | 0      |        |
| 2020            | Globo            | D               | 4          | 0          | CB              | 0               | 0               | -                  | -                  | -                  | CdN         | 2           | 1           | 6      | 1      |        |
| 2021            | Globo            | PD/RN           | 16         | 12         | CB              | 0               | 0               | -                  | -                  | -                  | -           | -           | -           | 16     | 12     |        |
| Totale Globo    | Totale Globo     | Totale Globo    | 56         | 24         |                 | 0               | 0               |                    | -                  | -                  |             | 0           | 0           | 56     | 24     |        |
| 2021            | ABC              | D               | 12         | 4          | CB              | 0               | 0               | -                  | -                  | -                  | CdN         | 2           | 3           | 14     | 7      |        |
| 2022            | Mirassol         | A1/SP+C         | 10+24      | 1+3        | CB              | 1               | 0               | -                  | -                  | -                  | -           | -           | -           | 35     | 4      |        |
| 2023            | Mirassol         | A1/SP+B         | 13+35      | 2+4        | CB              | 0               | 0               | -                  | -                  | -                  | -           | -           | -           | 48     | 6      |        |
| 2024            | Mirassol         | A1/SP+B         | 12+24      | 1+2        | -               | -               | -               | -                  | -                  | -                  | -           | -           | -           | 36     | 3      |        |
| 2025            | Mirassol         | A1/SP+A         | 11+5       | 2+0        | CB              | 0               | 0               | -                  | -                  | -                  | -           | -           | -           | 16     | 2      |        |
| Totale Mirassol | Totale Mirassol  | Totale Mirassol | 134        | 15         |                 | 1               | 0               |                    | -                  | -                  |             | -           | -           | 135    | 15     |        |
| Totale carriera | Totale carriera  | Totale carriera | 218        | 43         |                 | 1               | 0               |                    | -                  | -                  |             | 5           | 4           | 224    | 47     |        |

## Palmarès

### Club

#### Competizioni statali
- Campionato Potiguar: 1

Globo: 2021

#### Competizioni nazionali
- Campeonato Brasileiro Série C: 1

Mirassol: 2022

### Individuale
- Capocannoniere del Campeonato Brasileiro Série C: 1

Globo: 2019 (8 gol)